# Caso Llenas Aybar
El Caso Llenas Aybar fue un caso de asesinato acontecido en República Dominicana el 4 de mayo de 1996. La víctima del hecho fue José Rafael Llenas Aybar, un joven que se extravió y que posteriormente fue encontrado muerto. El niño Llenas Aybar nació en una familia dominicana de clase media/alta. Sus padres fueron José Rafael Llenas Menicucci (nacido en 1952) e Ileana del Carmen Aybar Nadal.
El Caso Llenas Aybar fue un caso de alto perfil que alcanzó notoriedad pública debido a la naturaleza trágica del hecho y también porque la víctima pertenecía a una familia de clase media/alta de estrechos vínculos con magnates de los medios de comunicación. Mario José Redondo Llenas, uno de los imputados de tomar parte en el hecho, era primo de la víctima. Además, familiares de la embajadora argentina de aquel entonces, Teresa Meccia de Palmas, presuntamente tuvieron participación en el incidente.
El cuerpo de José Rafael fue encontrado en el arroyo Lebrón, en Pedro Brand, con 34 puñaladas y envuelto en cinta adhesiva, lo que generó un gran impacto en la sociedad dominicana. El caso fue ampliamente cubierto por los medios de comunicación y es recordado como uno de los crímenes más atroces en la historia reciente del país.

## Ataque
El 3 de mayo de 1996, José Rafael Llenas Aybar, de 12 años, pidió permiso a su madre, Ileana del Carmen Aybar Nadal, para salir con su primo, Mario José Redondo Llenas, quien vivía justo al cruzar la calle. Redondo Llenas lo invitó a una supuesta exhibición de motocicletas en un supermercado local. Su madre aceptó con la condición de que regresara a las 5:00 p. m., ya que la familia tenía compromisos más tarde ese día. Una hora después, Redondo Llenas llamó nuevamente para informar que José Rafael le había pedido ser dejado en una bolera para encontrarse con unos amigos. Esta versión resultó extraña a la madre, ya que su hijo no acostumbraba salir sin supervisión adulta.
Al acudir al supermercado, no encontró ni rastro de la supuesta exhibición ni de su hijo. Posteriormente fue a la bolera, y tampoco estaba allí. Ante la alarma, se comunicó con su primo Guillermo Moncada Aybar para que la ayudara a buscar al niño.
Durante la investigación posterior, se estableció que esa mañana Mario Redondo Llenas había acudido a la casa de Jorge Luis Rodríguez, donde Juan Manuel Moliné Rodríguez había pasado la noche. Allí coordinaron el secuestro de José Rafael. Luego lo trasladaron a la residencia de Moliné Rodríguez, donde lo mantuvieron atado de pies y manos dentro del baúl de un vehículo. Su plan inicial habría sido extorsionar a la familia pidiendo un rescate de RD$10 millones, pero al considerar que el niño podía identificarlos, optaron por asesinarlo.
El 4 de mayo de 1996, campesinos del sector El Cenit, en el municipio de Pedro Brand, hallaron el cuerpo de José Rafael en el Arroyo Lebrón, a unos 24 kilómetros al noroeste de Santo Domingo. El cadáver se encontraba parcialmente sumergido en el agua, envuelto en cinta adhesiva, con las extremidades atadas y con un total de 34 puñaladas, incluyendo una profunda herida en el cuello.
Un papel con el número telefónico de la entonces novia de Moliné Rodríguez, Kimberly Caldas Giráldez, hallado en la escena, permitió a las autoridades vincular a los implicados. En los interrogatorios posteriores, Redondo Llenas alegó haber actuado bajo presión de Luis Palmas de la Calzada y su hijo Martín Palmas Meccia, esposo e hijo de la embajadora argentina en ese momento, Teresa Meccia de Palmas. Estas acusaciones no se confirmaron judicialmente, y la familia Palmas abandonó el país amparada en inmunidad diplomática, sin ser interrogada formalmente.

## Perpetradores

### Mario José Redondo Llenas
Mario José Redondo Llenas (n. ca. 1977) es un ciudadano dominicano conocido por ser el autor principal del asesinato de su primo, el niño José Rafael Llenas Aybar, ocurrido el 3 de mayo de 1996 en la República Dominicana. Al momento del crimen, Redondo Llenas tenía 19 años y pertenecía a una familia de clase media alta de Santo Domingo.
El día del asesinato, Redondo Llenas engañó a su primo de 12 años para que lo acompañara a una supuesta exhibición de motocicletas. Posteriormente, junto a su amigo Juan Manuel Moliné Rodríguez, llevó al menor a una residencia donde lo mantuvieron atado y amordazado en el baúl de un vehículo durante varias horas. Finalmente, Redondo Llenas le propinó múltiples puñaladas que le causaron la muerte, mientras Moliné Rodríguez lo sujetaba. El cuerpo fue encontrado al día siguiente en el Arroyo Lebrón, envuelto en cinta adhesiva y con 34 heridas de arma blanca.
Durante el juicio, Redondo Llenas fue condenado a 30 años de prisión por asesinato premeditado y al pago de una indemnización de cinco millones de pesos dominicanos a los padres de la víctima. Cumple su condena en el Centro de Corrección y Rehabilitación de San Pedro de Macorís. En 2013, solicitó libertad condicional, pero fue rechazada por el Tribunal Constitucional.
Durante su reclusión, ha participado en programas educativos y obtuvo una licenciatura en Derecho. Se espera que cumpla la totalidad de su condena en mayo de 2026.

### Juan Manuel Moliné Rodríguez
Juan Manuel Moliné Rodríguez (n. ca. 1978) es un ciudadano dominicano conocido por su participación en el asesinato de José Rafael Llenas Aybar, ocurrido el 3 de mayo de 1996. Al momento del crimen, Moliné Rodríguez tenía 18 años y era amigo cercano de Mario José Redondo Llenas, primo de la víctima.
El día del asesinato, Moliné Rodríguez colaboró con Redondo Llenas en la ejecución del crimen. Según las investigaciones, ambos jóvenes engañaron al menor para llevarlo a una supuesta exhibición de motocicletas. Posteriormente, lo mantuvieron atado y amordazado en el baúl de un vehículo durante varias horas. Finalmente, Redondo Llenas le propinó múltiples puñaladas que le causaron la muerte, mientras Moliné Rodríguez lo sujetaba. El cuerpo fue encontrado al día siguiente en el Arroyo Lebrón, envuelto en cinta adhesiva y con 34 heridas de arma blanca.
Durante el juicio, Moliné Rodríguez fue condenado a 20 años de prisión por complicidad en el asesinato y al pago de una indemnización de cinco millones de pesos dominicanos a los padres de la víctima. Cumplió su condena en el Centro de Corrección y Rehabilitación de Najayo-Hombres. En 2007 y 2009, solicitó libertad condicional, pero ambas peticiones fueron rechazadas por las autoridades judiciales.
El 5 de mayo de 2016, Moliné Rodríguez fue liberado tras cumplir la totalidad de su condena. Al salir de prisión, expresó su arrepentimiento y pidió perdón a la familia de la víctima y a la sociedad dominicana. Declaró: "Yo actué de una manera equivocada, en una época en que yo era un adolescente, y mi falta de experiencia me traicionó".
Tras su liberación, Moliné Rodríguez se dedicó a su formación académica y presentó su tesis de grado en 2019, obteniendo una calificación de 98 sobre 100.

## Cronología de los hechos

### 3 de mayo de 1996: Desaparición de José Rafael Llenas Aybar
- Mediodía: José Rafael Llenas Aybar, de 12 años, almuerza en su hogar con su madre, Ileana Aybar Nadal, y su hermana. Su padre, José Rafael Llenas Menicucci, se encontraba en Santiago por motivos laborales.

- Primeras horas de la tarde: José Rafael llama a su madre al trabajo para solicitar permiso para asistir a una supuesta exhibición de motocicletas en un supermercado, acompañado de su primo hermano, Mario José Redondo Llenas, de 19 años. La madre accede, con la condición de que regrese antes de las 17:00 horas.

- Aproximadamente a las 16:00 horas: Redondo Llenas contacta nuevamente a su tía, informándole que José Rafael le pidió ser dejado en la Plaza Bolera para encontrarse con unos amigos. La madre, extrañada por esta conducta inusual en su hijo, acude al supermercado y a la bolera, sin encontrar rastro de él.

- Finales de la tarde: Ante la ausencia de su hijo, Ileana Aybar Nadal se comunica con su primo Guillermo Moncada Aybar para iniciar la búsqueda de José Rafael.

- Noche: Redondo Llenas se presenta en la Policía Nacional para reportar la desaparición de su primo, afirmando que lo dejó en la Plaza Bolera. Esta acción forma parte de una coartada premeditada.

### 4 de mayo de 1996: Hallazgo del cuerpo
- Mañana: Campesinos del sector Cenit, en Pedro Brand, descubren el cuerpo sin vida de José Rafael en el arroyo Lebrón, kilómetro 13 de la autopista Duarte. El cadáver estaba envuelto en cinta adhesiva, con las manos y pies atados, y presentaba 34 heridas de arma blanca, incluyendo una en la nuca y el corte de la yugular.

- Investigación inicial: En la escena del crimen se encuentra un papel con el número telefónico de Kimberlyn Caldas Giráldez, novia de Juan Manuel Moliné Rodríguez, de 18 años, amigo de Redondo Llenas. Este hallazgo conduce a la detención de ambos jóvenes.

- Confesión: Tras ser interrogados, Redondo Llenas y Moliné Rodríguez confiesan su participación en el crimen. Redondo Llenas admite haber apuñalado a su primo mientras Moliné Rodríguez lo sujetaba. Ambos alegan haber actuado bajo presión de terceros, aunque estas afirmaciones no fueron corroboradas judicialmente.

### Junio de 1996: Inicio del proceso judicial
- Inicio del juicio: Se inicia el proceso judicial contra Redondo Llenas y Moliné Rodríguez por el asesinato de José Rafael Llenas Aybar.

### Enero de 1997: Sentencia condenatoria
- Veredicto: El tribunal emite sentencia condenatoria: Redondo Llenas recibe una pena de 30 años de prisión, mientras que Moliné Rodríguez es condenado a 20 años, tras considerar su papel como cómplice en el crimen.

### 2006: Ratificación de sentencias
- Suprema Corte de Justicia: Ratifica las condenas de 30 y 20 años y ordena una indemnización solidaria de cinco millones de pesos a favor de los padres de la víctima.

### Junio de 2007 y mayo de 2009: Solicitudes de libertad condicional de Moliné Rodríguez
- 2007 y 2009: Moliné Rodríguez solicita la libertad condicional tras cumplir parte de su condena. Ambas solicitudes son rechazadas.

### 5 de mayo de 2016: Liberación de Moliné Rodríguez
- Tras cumplir 20 años de prisión: Moliné Rodríguez es liberado del Centro de Corrección y Rehabilitación de Najayo-Hombres. A su salida, expresa arrepentimiento por su participación en el crimen y solicita una segunda oportunidad a la sociedad.

### Noviembre de 2013: Solicitud de libertad condicional de Redondo Llenas
- 2013: Redondo Llenas solicita libertad condicional. La petición es rechazada por el Tribunal Constitucional por falta de arrepentimiento demostrado y debido a la gravedad del crimen.

### Mayo de 2026: Fecha estimada de liberación de Redondo Llenas
- Mayo de 2026: Mario José Redondo Llenas se encuentra próximo a cumplir su condena. Durante su reclusión, ha participado en programas educativos y obtuvo una licenciatura en Derecho.

## Investigación y juicio
La investigación del asesinato de José Rafael Llenas Aybar estuvo marcada por múltiples irregularidades y controversias que dificultaron el esclarecimiento total del caso. A pesar de las condenas impuestas a los principales acusados, persisten interrogantes sobre posibles implicaciones de terceros y la pérdida de pruebas clave.[cita requerida]

### Contaminación de la escena del crimen
El 4 de mayo de 1996, el cuerpo de José Rafael fue encontrado en el Arroyo Lebrón, en Pedro Brand. Antes de que las autoridades acordonaran el área, numerosas personas, incluyendo curiosos y oficiales, transitaron por la escena, lo que comprometió la integridad de las pruebas. Esta contaminación impidió una recolección adecuada de evidencias que podrían haber sido cruciales para la investigación.[cita requerida]

### Pérdida de pruebas forenses
La autopsia al cuerpo de la víctima se realizó después de que este fuera sometido a procesos funerarios, lo que resultó en la pérdida de información vital, como detalles sobre las armas utilizadas y el número de atacantes. Además, las supuestas armas homicidas nunca fueron recuperadas, y la ropa de la víctima y de los acusados se extravió mientras estaba bajo custodia policial, eliminando la posibilidad de realizar análisis forenses adicionales.[cita requerida]

### Implicaciones diplomáticas y acusaciones adicionales
Mario José Redondo Llenas alegó durante el proceso judicial que la entonces embajadora argentina en República Dominicana, Teresa Meccia de Palma, su esposo Luis Palma de la Calzada y su hijo Martín Palma Meccia estuvieron involucrados en el crimen. Según Redondo Llenas, estas personas lo coaccionaron para cometer el asesinato. Sin embargo, estas acusaciones no fueron corroboradas judicialmente, y la familia Palma abandonó el país amparándose en su inmunidad diplomática, sin ser interrogada formalmente.[cita requerida]

### Juicio y sentencias
El juicio concluyó en enero de 1997 con la condena de Mario José Redondo Llenas a 30 años de prisión por asesinato premeditado. Juan Manuel Moliné Rodríguez fue condenado inicialmente a la misma pena, pero en 1999 su sentencia fue reducida a 20 años al ser considerado coautor del crimen. Ambos fueron también condenados al pago solidario de una indemnización de cinco millones de pesos dominicanos a favor de los padres de la víctima, como reparación por los daños morales y materiales sufridos.

### Estado actual de los condenados
Juan Manuel Moliné Rodríguez fue liberado el 5 de mayo de 2016 tras cumplir su condena en el Centro de Corrección y Rehabilitación de Najayo-Hombres. Posteriormente, presentó su tesis de grado en 2019, obteniendo una valoración de 98 sobre 100.
Mario José Redondo Llenas continúa cumpliendo su condena en el Centro de Corrección y Rehabilitación de San Pedro de Macorís. En 2013, solicitó libertad condicional alegando buen comportamiento y participación en programas de rehabilitación, pero su petición fue rechazada por el Tribunal Constitucional de la República Dominicana.

## Consecuencias legales e institucionales
El Caso Llenas Aybar expuso deficiencias en el sistema judicial dominicano, generando debates sobre la necesidad de reformas en la administración de justicia y en los procedimientos de investigación criminal.

### Deficiencias en la investigación
La escena del crimen fue contaminada antes de ser asegurada por las autoridades, lo que dificultó la recolección de pruebas. La autopsia se realizó después de procesos funerarios, comprometiendo la obtención de evidencia científica. Además, nunca se recuperaron las armas homicidas, y la ropa de la víctima y de los acusados se extravió mientras estaba bajo custodia policial.

### Reformas en el sistema judicial
A raíz de este caso, se promovieron reformas en el sistema judicial dominicano, incluyendo la creación de unidades especializadas en la investigación criminal y la implementación de procedimientos más rigurosos en la custodia de evidencias. Estas reformas buscaban mejorar la eficiencia y la transparencia en los procesos judiciales.

### Debate sobre la inmunidad diplomática
El caso también generó un debate sobre el alcance de la inmunidad diplomática, ya que se alegó la implicación de diplomáticos extranjeros en el crimen. La imposibilidad de juzgar a estos individuos en la República Dominicana debido a su estatus diplomático resaltó la necesidad de revisar las leyes relacionadas con la inmunidad y la cooperación internacional en casos penales.

### Impacto en la percepción pública
La cobertura mediática del caso y las irregularidades en la investigación provocaron una pérdida de confianza en el sistema judicial por parte de la ciudadanía. Esto llevó a un aumento en la demanda de justicia y a una mayor participación de la sociedad civil en temas relacionados con la legalidad y los derechos humanos.

## Repercusiones sociales y mediáticas
El asesinato de José Rafael Llenas Aybar en 1996 generó una profunda conmoción en la sociedad dominicana, siendo catalogado como "el caso del siglo" debido a la brutalidad del crimen y la implicación de personas cercanas a la víctima. La cobertura mediática fue intensa y continua, manteniendo el caso en la agenda pública durante años.

### Impacto en la opinión pública
La naturaleza del crimen, cometido por el primo de la víctima, Mario José Redondo Llenas, y su amigo Juan Manuel Moliné Rodríguez, ambos de familias acomodadas, provocó una ola de indignación y temor en la población. La confianza en las instituciones judiciales y policiales se vio afectada, especialmente por las irregularidades en la investigación, como la contaminación de la escena del crimen y la pérdida de pruebas clave.

### Cobertura mediática
Medios de comunicación como Listín Diario, Diario Libre y programas de investigación como el de la periodista Nuria Piera dedicaron amplios espacios al caso, realizando reportajes y entrevistas que mantenían informada a la ciudadanía y presionaban por justicia. La cobertura incluyó desde detalles del crimen hasta las audiencias judiciales, contribuyendo a mantener el caso en el foco público.

### Reacciones de figuras públicas
Diversas personalidades expresaron su pesar y consternación por el asesinato. El actor y viceministro de Relaciones Exteriores, Carlos de la Mota, recordó la sensación espantosa al enterarse del crimen. Paola Chaljub Then manifestó que los asesinos no merecen el perdón ni el olvido de la población. Estas declaraciones reflejan el impacto emocional que el caso tuvo en distintos sectores de la sociedad.

### Influencia en la legislación y la justicia
El caso Llenas Aybar evidenció deficiencias en el sistema judicial y policial dominicano, lo que impulsó debates sobre la necesidad de reformas en los procesos de investigación criminal y la protección de menores. Aunque no se atribuyen cambios legislativos directos al caso, sí contribuyó a una mayor conciencia sobre la importancia de fortalecer las instituciones encargadas de la justicia y la seguridad ciudadana.

### Legado cultural
A lo largo de los años, el caso ha sido objeto de documentales, podcasts y análisis en medios digitales, manteniendo viva la memoria de José Rafael Llenas Aybar y sirviendo como referencia en estudios sobre criminalidad y justicia en la República Dominicana. La persistente atención mediática y académica al caso refleja su relevancia en la historia reciente del país.

## Reacciones internacionales
El Caso Llenas Aybar trascendió las fronteras de la República Dominicana, generando repercusiones diplomáticas y mediáticas, especialmente en Argentina, país de origen de la entonces embajadora Teresa Meccia de Palmas.

### Implicación de diplomáticos argentinos
Durante las investigaciones, Mario José Redondo Llenas implicó a Teresa Meccia de Palmas, embajadora de Argentina en la República Dominicana, así como a su esposo, Luis Palmas de la Calzada, y a su hijo, Martín Palmas Meccia, en la planificación del crimen. Aunque estas acusaciones no fueron comprobadas judicialmente, generaron una crisis diplomática entre ambos países.

### Reacciones en Argentina
La prensa argentina cubrió extensamente el caso, destacando la implicación de la familia de la embajadora. El diario Clarín publicó varios artículos sobre el tema, incluyendo uno titulado "Ex diplomática argentina, envuelta en un escándalo", donde se detallaban las acusaciones contra la familia Palmas.

### Tensión diplomática entre República Dominicana y Argentina
La implicación de diplomáticos argentinos en el caso generó tensiones entre ambos países. Manifestantes en Santo Domingo exigieron la renuncia de la embajadora y la extradición de su familia. Finalmente, el gobierno argentino retiró a Teresa Meccia de Palmas de su cargo y revocó su inmunidad diplomática.

## Carta de la madre de Mario José Redondo Llenas
En mayo de 2016, al cumplirse 20 años del asesinato de José Rafael Llenas Aybar, Nora Llenas, madre de Mario José Redondo Llenas y tía de la víctima, envió una carta a los medios de comunicación en la que reflexionaba sobre el perdón, la justicia y el proceso de rehabilitación de su hijo. La misiva generó diversas reacciones en la opinión pública.

### Texto íntegro de la carta
“Soy tía de José Rafael y madre de Mario José, uno de los dos condenados por la trágica muerte de mi sobrino. Sufro por mi sobrino, por mi hijo, por mi cuñada, por mi hermano, por toda mi familia y por todos los que de algún modo nos acompañan en este camino de dolor infinito.
En el día de hoy, leí en su columna del Diario Libre: A veinte Años... y me sentí obligada a compartirle un pedacito de lo que siento. No pretendo con mis palabras modificar su postura. A usted como a todos le respeto su forma de pensar.
De mi hijo y sus responsabilidades prefiero que hable él mismo. Ya él no es el joven de 19 años que una vez fue, lo he visto como adulto asumir su responsabilidad y pedir perdón sin condiciones. Otorgar el perdón, él lo sabe muy bien, depende de cada uno y solo si las personas así lo van decidiendo. Nadie está obligado. Solo en Dios los seres humanos encontramos infinita misericordia, y eso, él también lo sabe.
Habiendo pasado los últimos 20 años visitando la cárcel seguramente puede entender que he pensado mucho sobre el propósito del castigo y las expectativas que con más o menos conciencia, como víctimas, nos hacemos sobre la prisión. Ninguna forma de castigo puede reparar la muerte de mi sobrino José Rafael. Sin embargo, no es menos cierto, que no todos los castigos producen los mismos resultados.
Algunas condenas, especialmente cuando los que deben cumplirlas son gente muy joven, pueden llegar a producir en el condenado un propósito de enmienda con efectos positivos mientras viva en el penal y una vez fuera también. Claro que eso no es casual, es necesario que intervenga el tratamiento oportuno y grandes dosis de generosidad social para brindar una segunda oportunidad a los que estamos predispuestos a rechazar. El asunto es que estos ¨rechazados¨ recuperan la libertad un día y entonces solo queda rogar que alguien se haya preocupado por ayudarlos a ser mejor persona porque la mayoría de nosotros no tuvimos ni el tiempo y ni el ánimo de hacer algo distinto.
Desde el punto de vista más puro, creo que la reparación perfecta no existe. Ni para lo simple como puede ser una palabra descompuesta, ni para lo infinitamente doloroso como es la pérdida del tesoro que supone la vida. El arrepentimiento pertinente, el pedir perdón de forma honesta y la evidencia de un propósito de enmienda pueden conducir a la víctima a una situación donde se recuerda sin odio, pero a olvidar plenamente, ni siquiera es conveniente.
Ahora bien, desde el punto de vista del interés de toda la sociedad, no tengo dudas de que lo ideal es que se trabaje para un escenario en donde la falta de uno se llegue a convertir en la lección de muchos. El condenado debe tener entre sus propósitos fundamentales hacerse y servir de instrumento en la prevención. Colocándose y prestándose para que los que construyen una mejor sociedad le saquen a las lecciones de sus corazones el mejor provecho posible. Verás, se podrá discutir si el preso sirve para algo o si merece una oportunidad, pero lo que no tiene discusión es que sirve para ejemplo y para eso, en lo que se resuelve todo lo demás.
Con respeto,
Nora Llenas M”

## Estudios y documentales
El Caso Llenas Aybar ha sido objeto de diversos análisis y producciones mediáticas que han buscado profundizar en los detalles del crimen y sus implicaciones sociales y judiciales.

### Reportajes televisivos
La periodista Nuria Piera realizó un reportaje titulado "El caso de Llenas Aybar que aún no cicatriza", donde se desglosa la atrocidad del crimen y se presentan testimonios y análisis sobre el caso.

### Podcasts y análisis en línea
El canal de YouTube "Perfil Criminal Podcast" dedicó un episodio al caso, titulado "El desconcertante caso Llenas Aybar", en el que se examinan los aspectos psicológicos y criminales del asesinato.

### Tesis e investigaciones académicas
El caso ha sido objeto de estudio en diversas tesis universitarias y trabajos académicos que analizan el sistema judicial dominicano y los procedimientos de investigación criminal en la República Dominicana.[cita requerida]

## Memoria y legado
El asesinato de José Rafael Llenas Aybar dejó una profunda huella en la sociedad dominicana, siendo recordado como uno de los crímenes más impactantes del país. A lo largo de los años, su memoria ha sido preservada tanto por su familia como por la ciudadanía en general.

### Conmemoraciones y homenajes
Cada año, el 4 de mayo, se recuerda el hallazgo del cuerpo de José Rafael en el arroyo Lebrón. Diversas personas expresan su pesar y rememoran el caso en redes sociales y medios de comunicación, destacando la brutalidad del crimen y la corta edad de la víctima.

### Impacto en la sociedad
El caso generó una profunda reflexión sobre la violencia y la seguridad en la República Dominicana. La crueldad del asesinato y la cercanía familiar entre víctima y victimario conmocionaron al país, llevando a debates sobre la justicia y la prevención del crimen.

### Declaraciones familiares
La familia Llenas Aybar ha mantenido viva la memoria de José Rafael, participando en entrevistas y programas especiales donde comparten sus recuerdos y reflexiones sobre el caso. En una entrevista, los padres del niño expresaron su dolor y la importancia de mantener viva la memoria de su hijo.

## Controversias y teorías no comprobadas
El Caso Llenas Aybar ha estado rodeado de teorías no confirmadas y controversias que han alimentado el interés público desde 1996. Si bien muchas de estas versiones no fueron comprobadas judicialmente, su difusión en medios y declaraciones públicas las ha convertido en parte del debate en torno al caso.

### Alegaciones sobre el móvil sexual del crimen
En una entrevista publicada en el canal de YouTube "Podcast Hermanos de Presidio", un exconvicto que compartió prisión con Juan Manuel Moliné Rodríguez afirmó que el asesinato se debió a que José Rafael Llenas Aybar habría sorprendido a Moliné Rodríguez y a Mario José Redondo Llenas en actos sexuales dentro de la vivienda donde fue retenido. Según la versión, el niño los amenazó con contárselo a su madre, lo que habría motivado el crimen.
Además, en el programa "Justicia y Sociedad" conducido por el abogado Francisco Hernández, quien formó parte del entorno legal vinculado al caso, se afirmó que a Moliné Rodríguez se le realizaron exámenes psicológicos que reflejaban su orientación homosexual. Hernández sugirió que este aspecto, junto a relaciones interpersonales complejas, pudo haber influido en la dinámica del crimen, aunque reconoció que no fue presentado formalmente como móvil ante el tribunal.

### Implicación de diplomáticos argentinos
Durante su testimonio, Mario José Redondo Llenas implicó a Teresa Meccia de Palma, entonces embajadora de Argentina en la República Dominicana; a su esposo Luis Palma de la Calzada, y a su hijo Martín Palma Meccia. Afirmó que fue coaccionado por ellos para cometer el crimen bajo amenaza de represalias contra su familia. Sin embargo, estas afirmaciones nunca fueron corroboradas judicialmente.
La familia Palma abandonó el país poco después del crimen, amparada en su inmunidad diplomática, y no compareció ante los tribunales dominicanos. Aunque se intentó su citación por la vía legal, el caso fue desglosado para ser juzgado en contumacia, pero no se logró llevarlo a juicio.
Además, algunos medios de la época señalaron que el lugar donde fue encontrado el cuerpo de José Rafael estaba cerca de una finca propiedad de los Palma, lo que alimentó las especulaciones sobre su participación.

### Rumores sobre prácticas esotéricas
En medios alternativos y foros de opinión surgieron teorías que vincularon a la familia Palma con prácticas esotéricas o de tipo sectario, incluyendo el satanismo. Estas versiones no contaron con respaldo judicial ni documental, y no fueron parte de las pruebas presentadas en el proceso.

### Irregularidades en la investigación
Se ha documentado que la escena del crimen fue contaminada antes de ser asegurada por las autoridades, con la presencia de personas no identificadas. La autopsia fue realizada después de procesos funerarios, comprometiendo la recolección de evidencia científica. Además, nunca se recuperaron las armas homicidas, y la ropa de la víctima y de los acusados se extravió mientras estaba bajo custodia policial.

### Implicación de diplomáticos argentinos
Durante su testimonio, Mario José Redondo Llenas implicó a Teresa Meccia de Palma, entonces embajadora de Argentina en la República Dominicana; a su esposo Luis Palma de la Calzada, y a su hijo Martín Palma Meccia. Afirmó que fue coaccionado por ellos para cometer el crimen bajo amenaza de represalias contra su familia. Sin embargo, estas afirmaciones nunca fueron corroboradas judicialmente.
La familia Palma abandonó el país poco después del crimen, amparada en su inmunidad diplomática, y no compareció ante los tribunales dominicanos. Aunque se intentó su citación por la vía legal, el caso fue desglosado para ser juzgado en contumacia, pero no se logró llevarlo a juicio.
Además, algunos medios de la época señalaron que el lugar donde fue encontrado el cuerpo de José Rafael estaba cerca de una finca propiedad de los Palma, lo que alimentó las especulaciones sobre su participación.

### Rumores sobre prácticas esotéricas
En medios alternativos y foros de opinión surgieron teorías que vincularon a la familia Palma con prácticas esotéricas o de tipo sectario, incluyendo el satanismo. Estas versiones no contaron con respaldo judicial ni documental, y no fueron parte de las pruebas presentadas en el proceso.

### Irregularidades en la investigación
Se ha documentado que la escena del crimen fue contaminada antes de ser asegurada por las autoridades, con la presencia de personas no identificadas. La autopsia fue realizada después de procesos funerarios, comprometiendo la recolección de evidencia científica. Además, nunca se recuperaron las armas homicidas, y la ropa de la víctima y de los acusados se extravió mientras estaba bajo custodia policial.

## Comparaciones con otros crímenes similares
El Caso Llenas Aybar ha sido comparado con otros crímenes que han conmocionado a la sociedad dominicana, como los casos de Carla Massiel Cabrera y Emely Peguero, debido a similitudes en la brutalidad de los hechos, la participación de personas cercanas a las víctimas y la repercusión mediática.

### Caso Carla Massiel Cabrera
En 2015, la desaparición y posterior asesinato de la niña Carla Massiel Cabrera, de 9 años, generó gran indignación en la República Dominicana. Al igual que en el caso Llenas Aybar, la víctima era una menor de edad, y el crimen estuvo rodeado de controversias y teorías sobre posibles redes de tráfico de órganos. Los responsables, Dawin Trinidad Infante y Juan Cabral Martínez, fueron condenados a 30 años de prisión por el secuestro, violación y asesinato de la menor.

### Caso Emely Peguero
En 2017, el asesinato de la adolescente embarazada Emely Peguero por parte de su novio Marlon Martínez también estremeció al país. Una característica común con el caso Llenas Aybar fue que los victimarios participaron activamente en la búsqueda de la víctima y mostraron aparente preocupación, lo que ha sido interpretado como un rasgo de psicopatía. Marlon Martínez fue condenado a 30 años de prisión por homicidio voluntario, mientras que su madre, Marlin Martínez, recibió una sentencia de 5 años por ocultamiento de cadáver y sustracción de menores.